# Crespières
Crespières és un municipi francès, situat al departament d'Yvelines i a la regió de Illa de França. L'any 2007 tenia 1.657 habitants.
Forma part del cantó de Verneuil-sur-Seine, del districte de Saint-Germain-en-Laye i de la Comunitat de comunes Gally Mauldre.

## Demografia

### Població
El 2007 la població de fet de Crespières era de 1.657 persones. Hi havia 583 famílies, de les quals 110 eren unipersonals (57 homes vivint sols i 53 dones vivint soles), 184 parelles sense fills, 269 parelles amb fills i 20 famílies monoparentals amb fills.
La població ha evolucionat segons el següent gràfic:
Habitants censats

### Habitatges
El 2007 hi havia 648 habitatges, 597 eren l'habitatge principal de la família, 35 eren segones residències i 16 estaven desocupats. 608 eren cases i 38 eren apartaments. Dels 597 habitatges principals, 514 estaven ocupats pels seus propietaris, 62 estaven llogats i ocupats pels llogaters i 21 estaven cedits a títol gratuït; 14 tenien una cambra, 19 en tenien dues, 50 en tenien tres, 88 en tenien quatre i 426 en tenien cinc o més. 474 habitatges disposaven pel capbaix d'una plaça de pàrquing. A 198 habitatges hi havia un automòbil i a 370 n'hi havia dos o més.

### Piràmide de població
La piràmide de població per edats i sexe el 2009 era:
| Homes | Edats   | Dones |
| ----- | ------- | ----- |
| 0     | 95 o +  | 0     |
| 0     | 90 a 94 | 0     |
| 8     | 85 a 89 | 4     |
| 12    | 80 a 84 | 8     |
| 16    | 75 a 79 | 12    |
| 24    | 70 a 74 | 24    |
| 44    | 65 a 69 | 40    |
| 44    | 60 a 64 | 32    |
| 44    | 55 a 59 | 72    |
| 52    | 50 a 54 | 64    |
| 72    | 45 a 49 | 48    |
| 52    | 40 a 44 | 72    |
| 56    | 35 a 39 | 56    |
| 52    | 30 a 34 | 36    |
| 32    | 25 a 29 | 24    |
| 40    | 20 a 24 | 32    |
| 40    | 15 a 19 | 64    |
| 48    | 10 a 14 | 44    |
| 72    | 5 a 9   | 36    |
| 32    | 0 a 4   | 48    |

## Economia
El 2007 la població en edat de treballar era de 1.057 persones, 743 eren actives i 314 eren inactives. De les 743 persones actives 681 estaven ocupades (382 homes i 299 dones) i 63 estaven aturades (31 homes i 32 dones). De les 314 persones inactives 84 estaven jubilades, 112 estaven estudiant i 118 estaven classificades com a «altres inactius».

### Ingressos
El 2009 a Crespières hi havia 573 unitats fiscals que integraven 1.644,5 persones, la mediana anual d'ingressos fiscals per persona era de 34.151 €.

### Activitats econòmiques
Dels 100 establiments que hi havia el 2007, 1 era d'una empresa alimentària, 1 d'una empresa de fabricació de material elèctric, 4 d'empreses de fabricació d'altres productes industrials, 6 d'empreses de construcció, 18 d'empreses de comerç i reparació d'automòbils, 3 d'empreses de transport, 3 d'empreses d'hostatgeria i restauració, 8 d'empreses d'informació i comunicació, 2 d'empreses financeres, 7 d'empreses immobiliàries, 28 d'empreses de serveis, 13 d'entitats de l'administració pública i 6 d'empreses classificades com a «altres activitats de serveis».
Dels 15 establiments de servei als particulars que hi havia el 2009, 1 era una oficina de correu, 1 taller de reparació d'automòbils i de material agrícola, 2 paletes, 3 guixaires pintors, 1 empresa de construcció, 2 perruqueries, 3 restaurants i 2 agències immobiliàries.
Dels 4 establiments comercials que hi havia el 2009, 1 era un supermercat, 1 una botiga de menys de 120 m², 1 una fleca i 1 una peixateria.
L'any 2000 a Crespières hi havia 11 explotacions agrícoles que ocupaven un total de 602 hectàrees.

## Equipaments sanitaris i escolars
L'únic equipament sanitari que hi havia el 2009 era una farmàcia.
El 2009 hi havia 1 escola maternal i 1 escola elemental.

## Poblacions més properes
El següent diagrama mostra les poblacions més properes.